# 美幌ユースホステル
美幌ユースホステル（びほろユースホステル）は、かつて北海道網走郡美幌町に存在したユースホステル。

## 概要
本ユースホステルは、1965年10月、美幌町の誘致を受け日本ユースホステル協会が、北海道内では3番目のユースホステルとして設立した。ホテルの建物は、支笏湖ユースホステルや室蘭ユースホステルなどを設計した、北海道を代表する建築家である田上義也の設計である。設立当初は年間約5千人、ピーク時の1970年代前半には約1万人が宿泊した。
2004年、同協会は建物を美幌町に無償譲渡した。2013年3月31日、施設の老朽化並びに利用客減少などを理由として美幌町がユースホステル営業継続を断念し、47年の歴史に終止符を打ち廃館となった。

### 冬季休館
11月上旬 - 3月下旬

## 交通アクセス
- 石北本線美幌駅 徒歩25分